# Tőzsdepalota (Budapest)
A Budapest V. kerületében található Tőzsdepalota hosszú időn keresztül pénzügyi intézményként, majd televíziószékházként működött. 2009 óta használaton kívül áll.

## Története
A Budapest V. kerületében, a Szabadság tér nyugati oldalán elhelyezkedő Tőzsdepalota 1902 és 1907 között épült Alpár Ignác tervei szerint (akárcsak a Magyar Nemzeti Bank keleti oldalon álló székháza), a korabeli Európa egyik legnagyobb épületeként. 1948-as megszüntetéséig a Budapesti Értéktőzsde működött benne, majd a Lenin Intézet, a Magyar Technika háza, 1955-2009 között pedig a Magyar Televízió székházaként funkcionált. Ugyan számos alkalommal végeztek javításokat rajta, többnyire figyelmen kívül hagyták az eredeti kivitelezést. Az 1970-es és 1980-as években az addigi tágas és díszes termeit stúdiók, irodák, raktárak és műszaki helyiségek számára osztották fel. 2009-ben Kaszásdűlőre költözött a televízió, azóta üresen áll az impozáns, zegzugos épület. A rekonstrukciója 2018 év elején kezdődött a rengeteg válaszfal elbontásával. 2013. április 09-én filmforgatás folyt az épületben.
2024 végén Tiborcz István érdekeltségébe került.

## Képtár

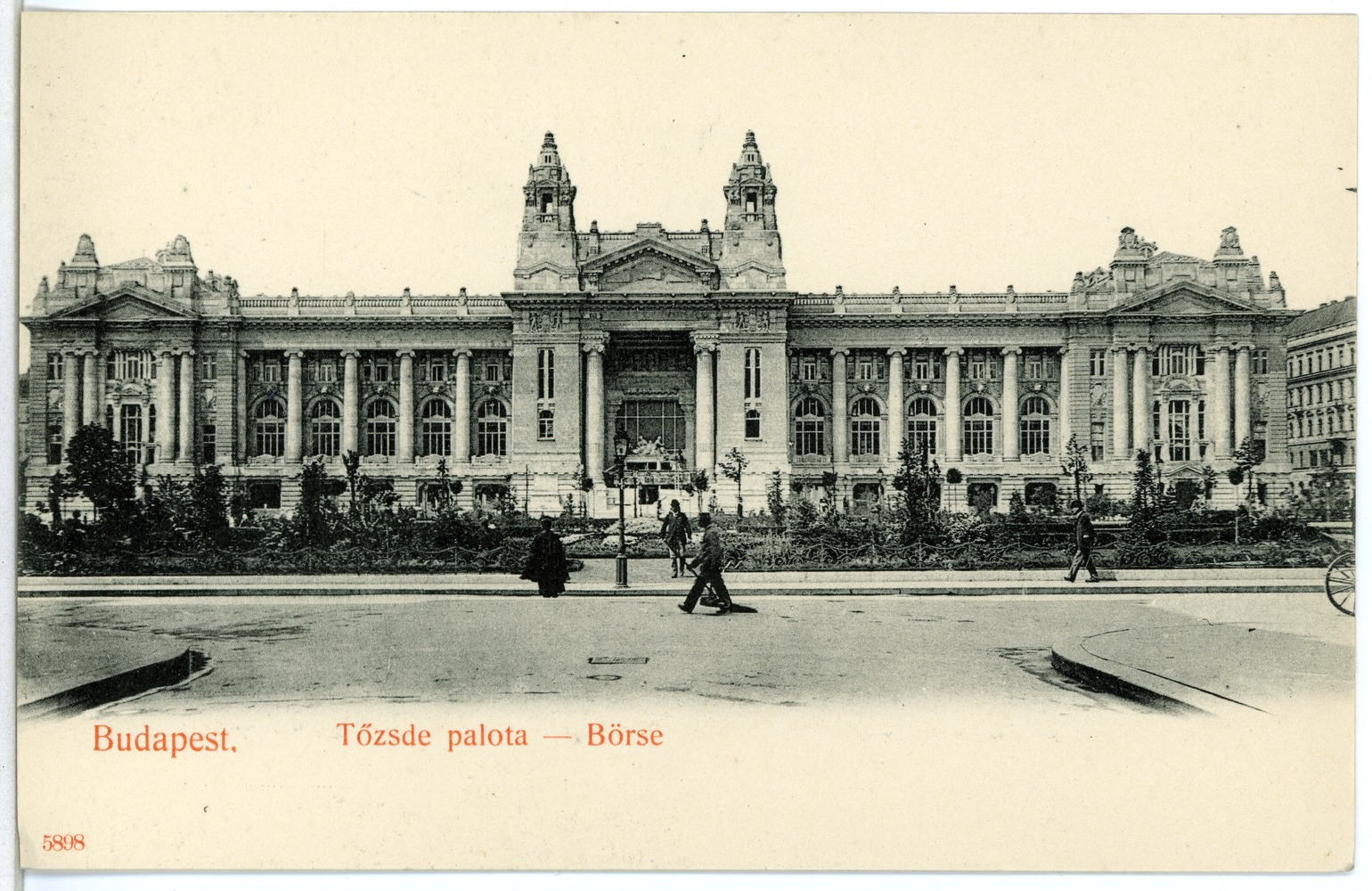
Régi képeslapon
Régi képeslapon
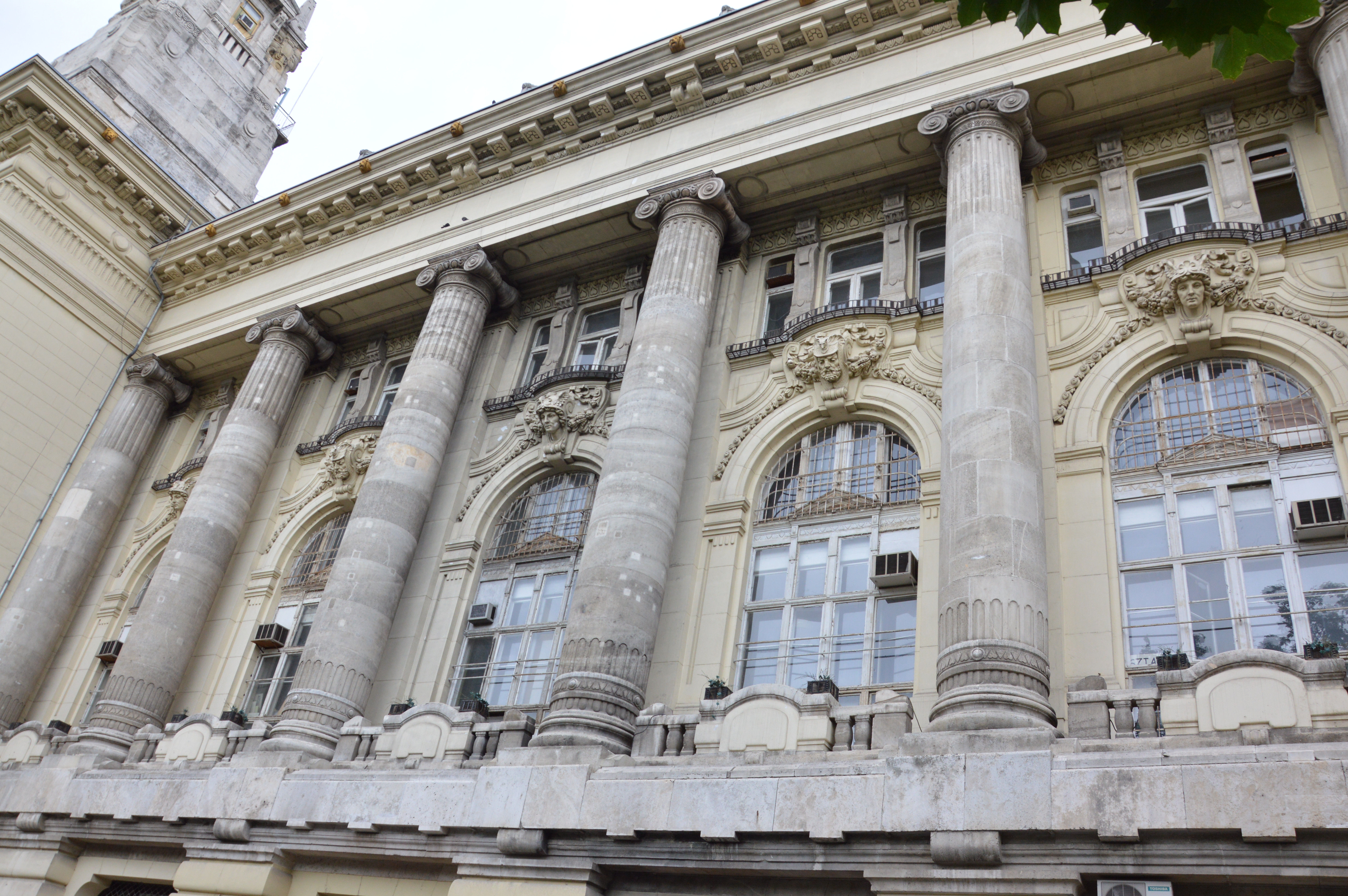
Oszlopok
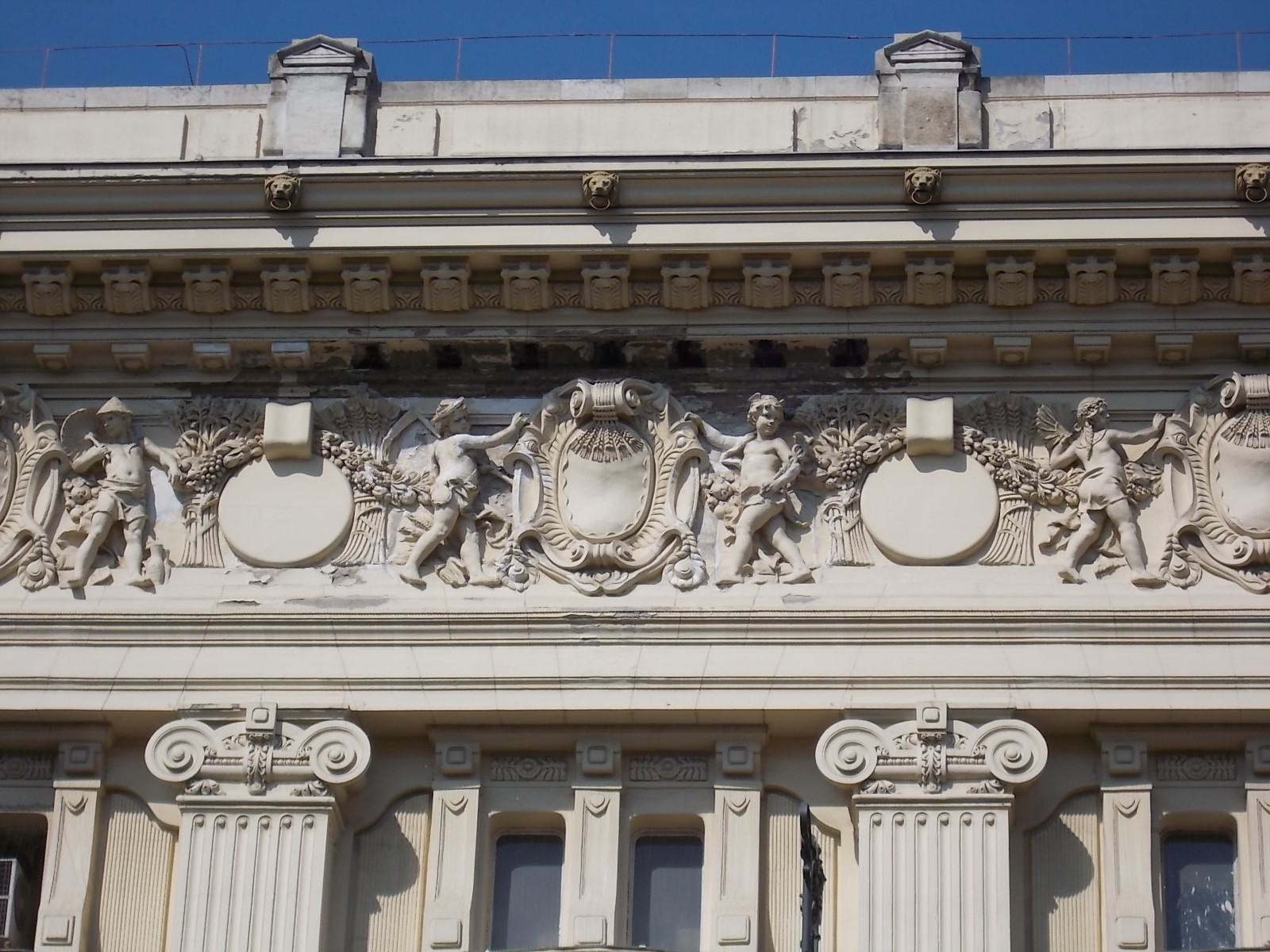
Épületdísz
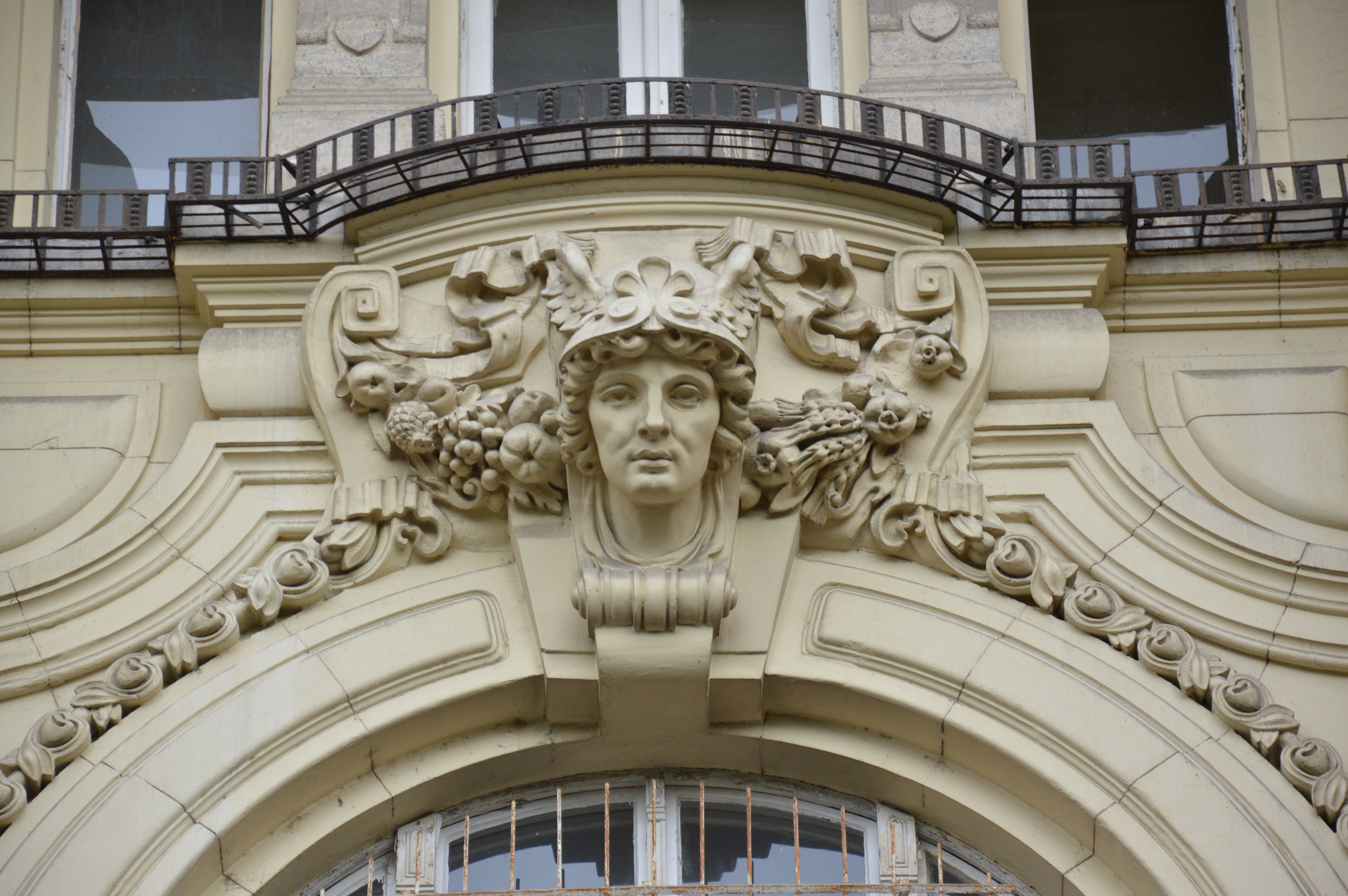
Épületdísz
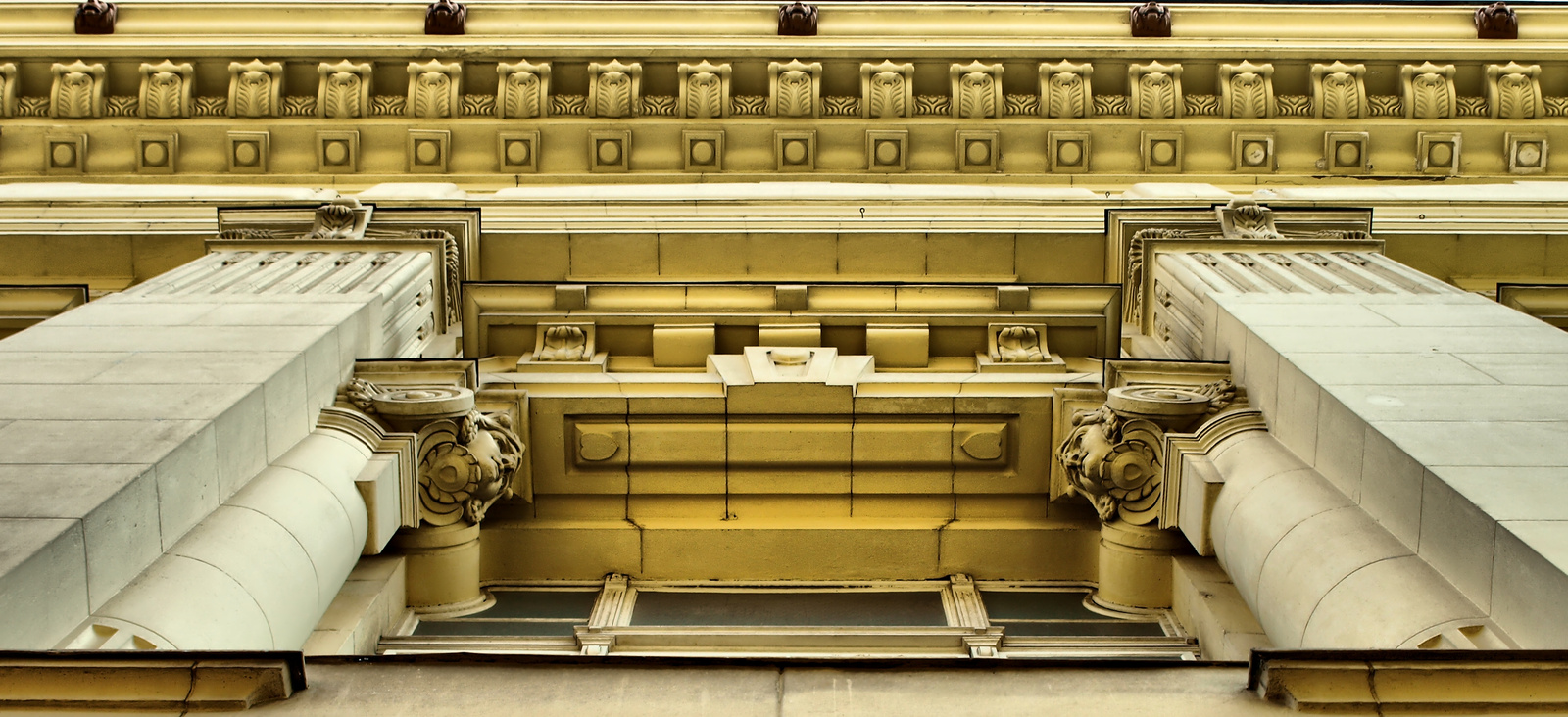
Épületdísz
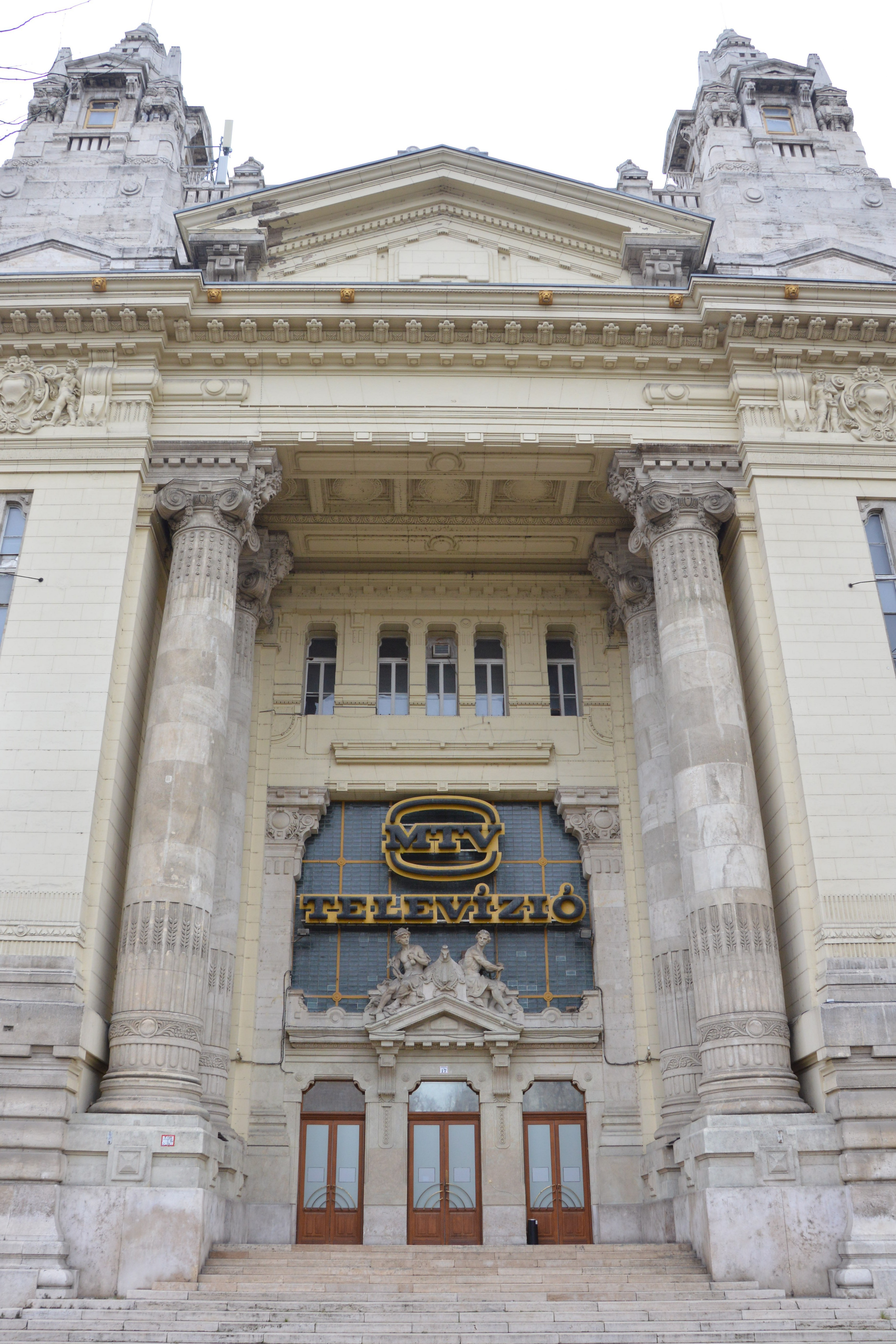
Szabadság téri kapu
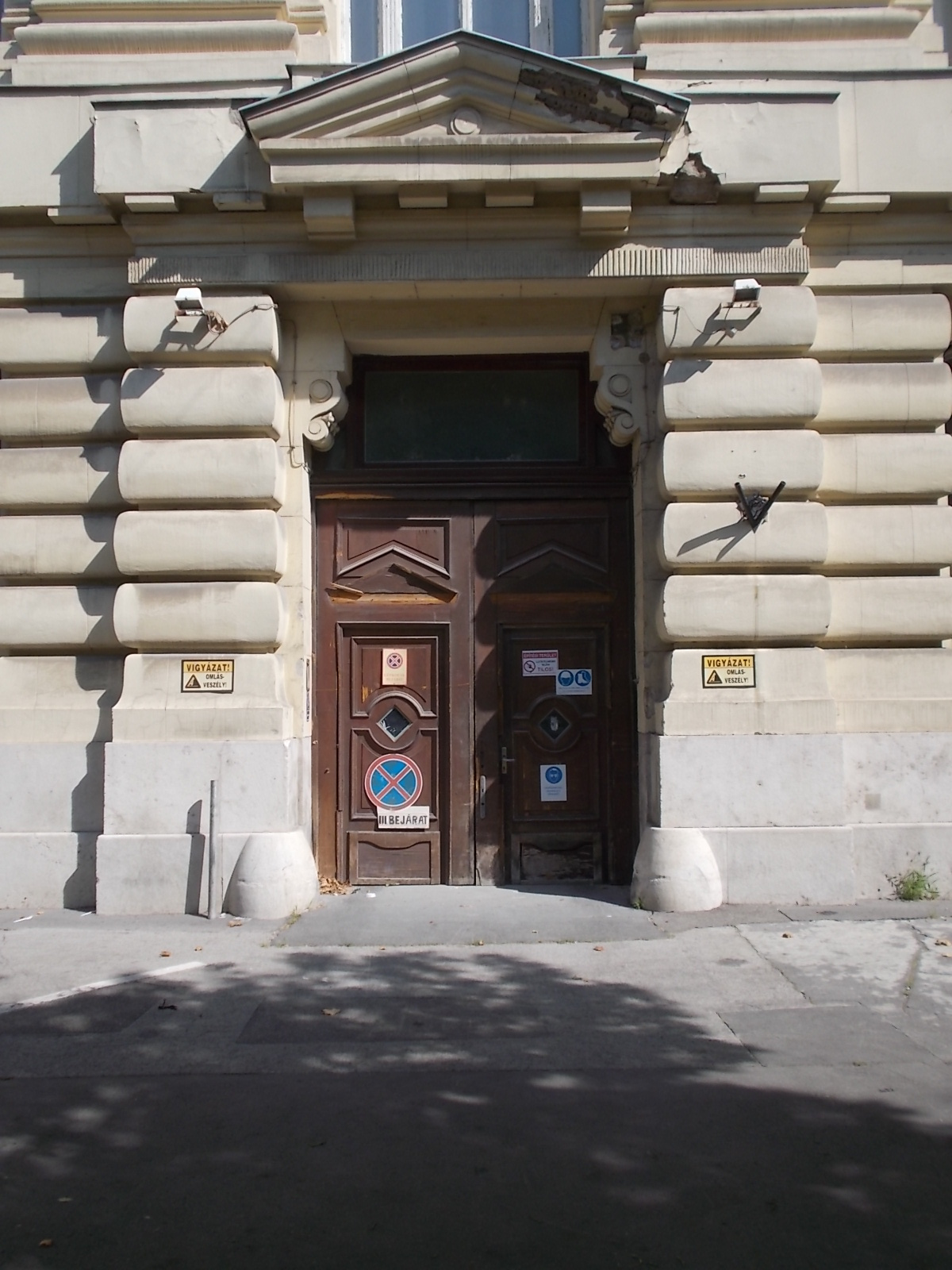
Nádor utcai kapu
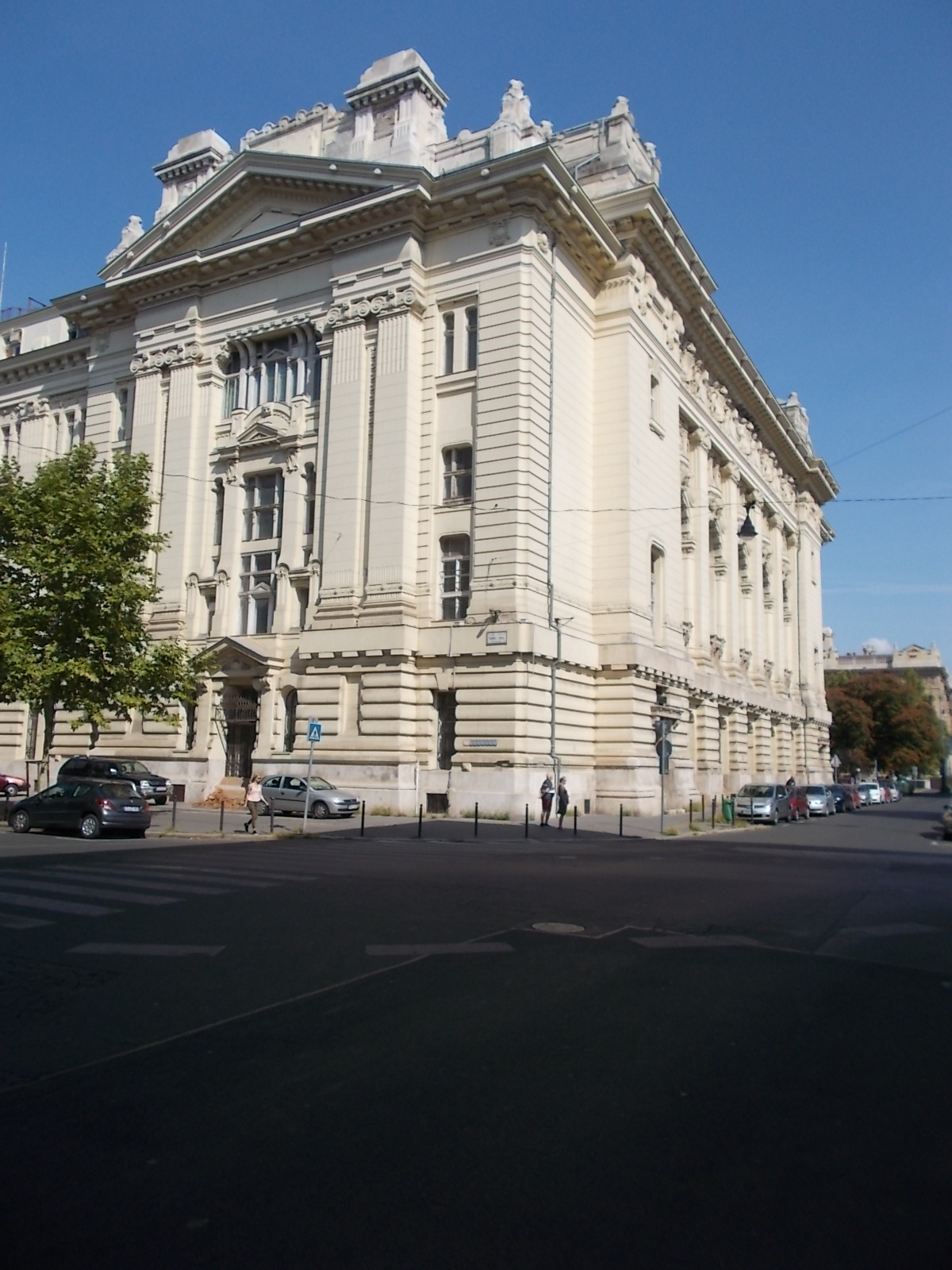
Épületsarok
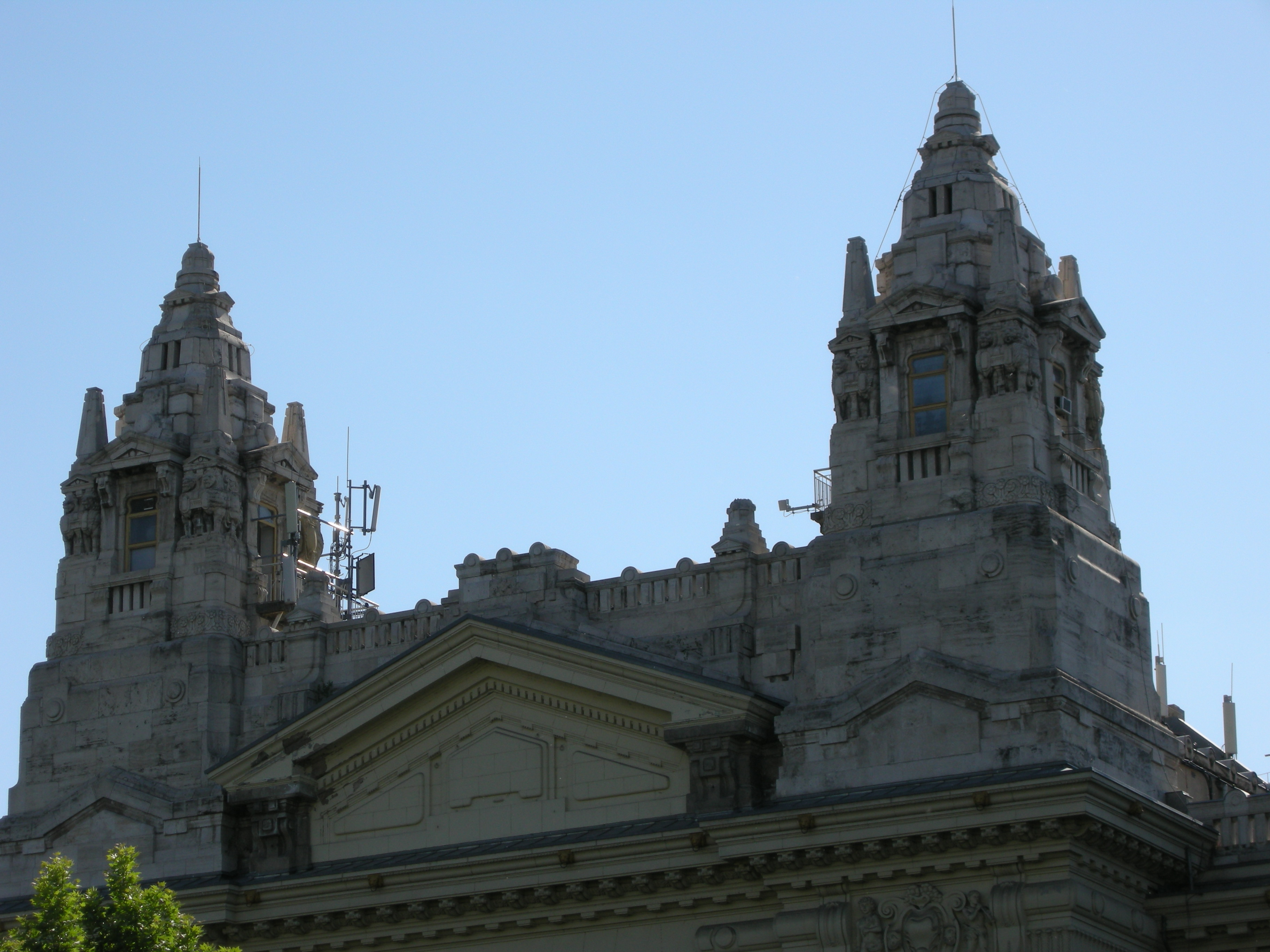
Tornyok
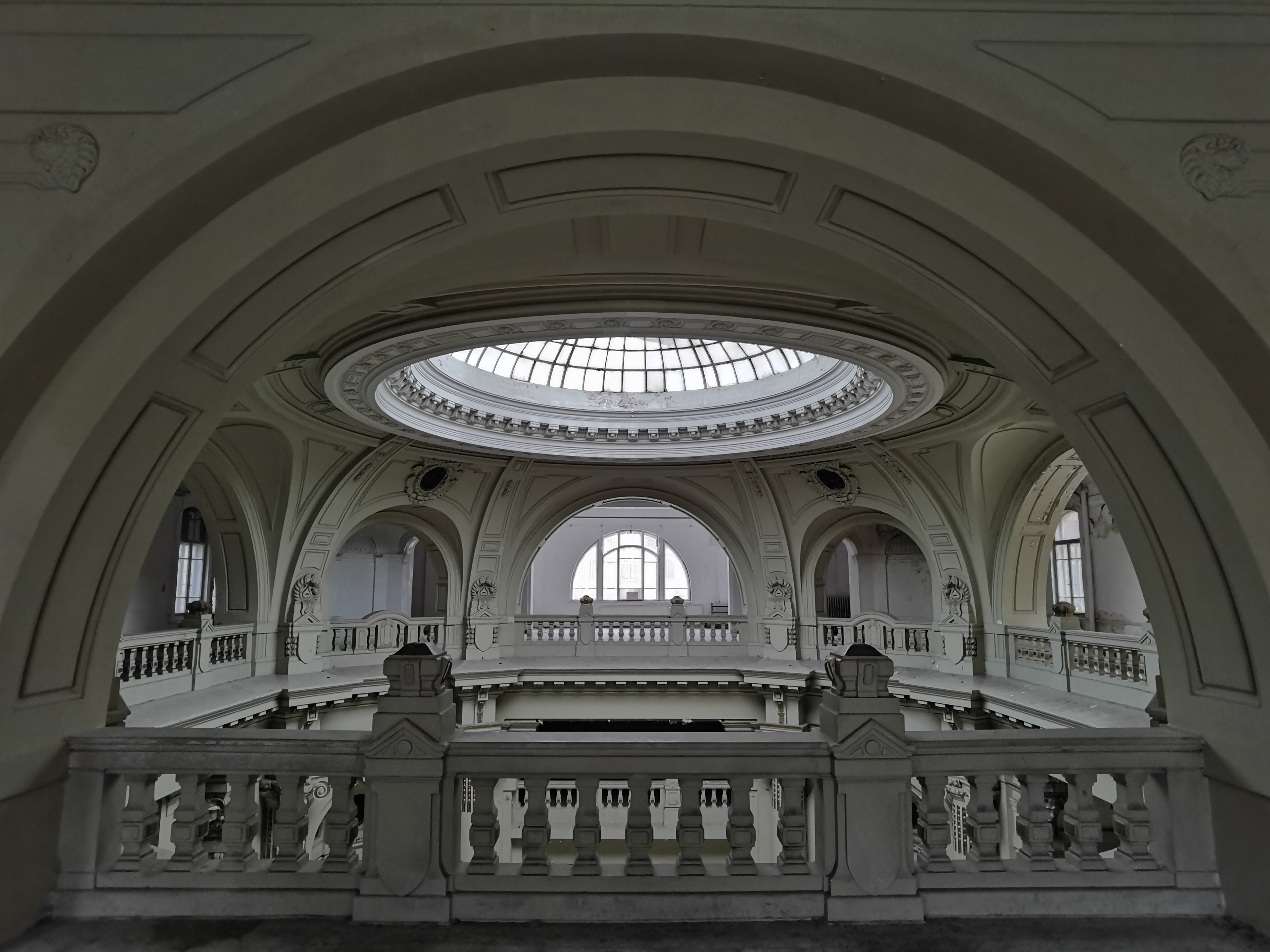
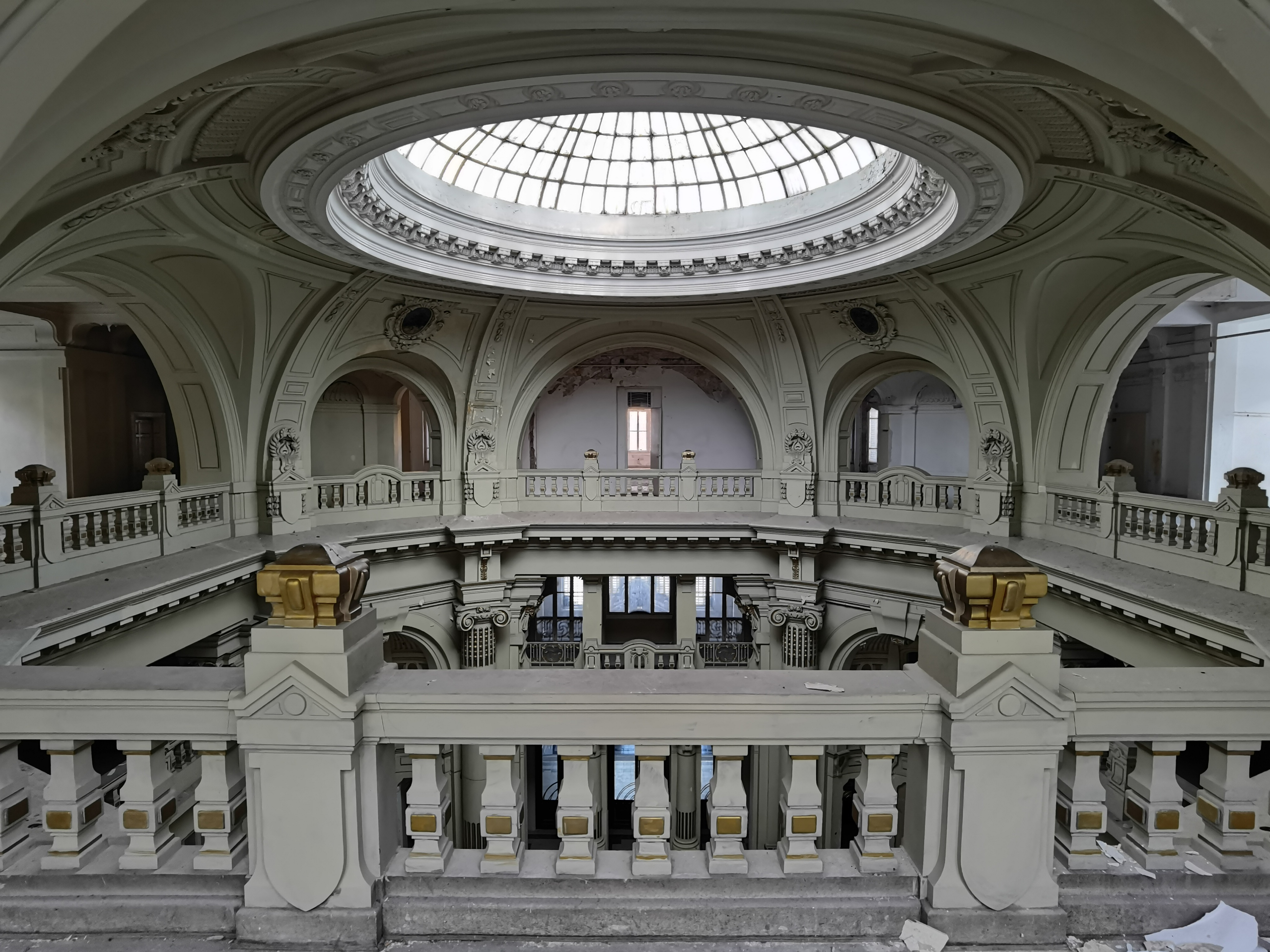
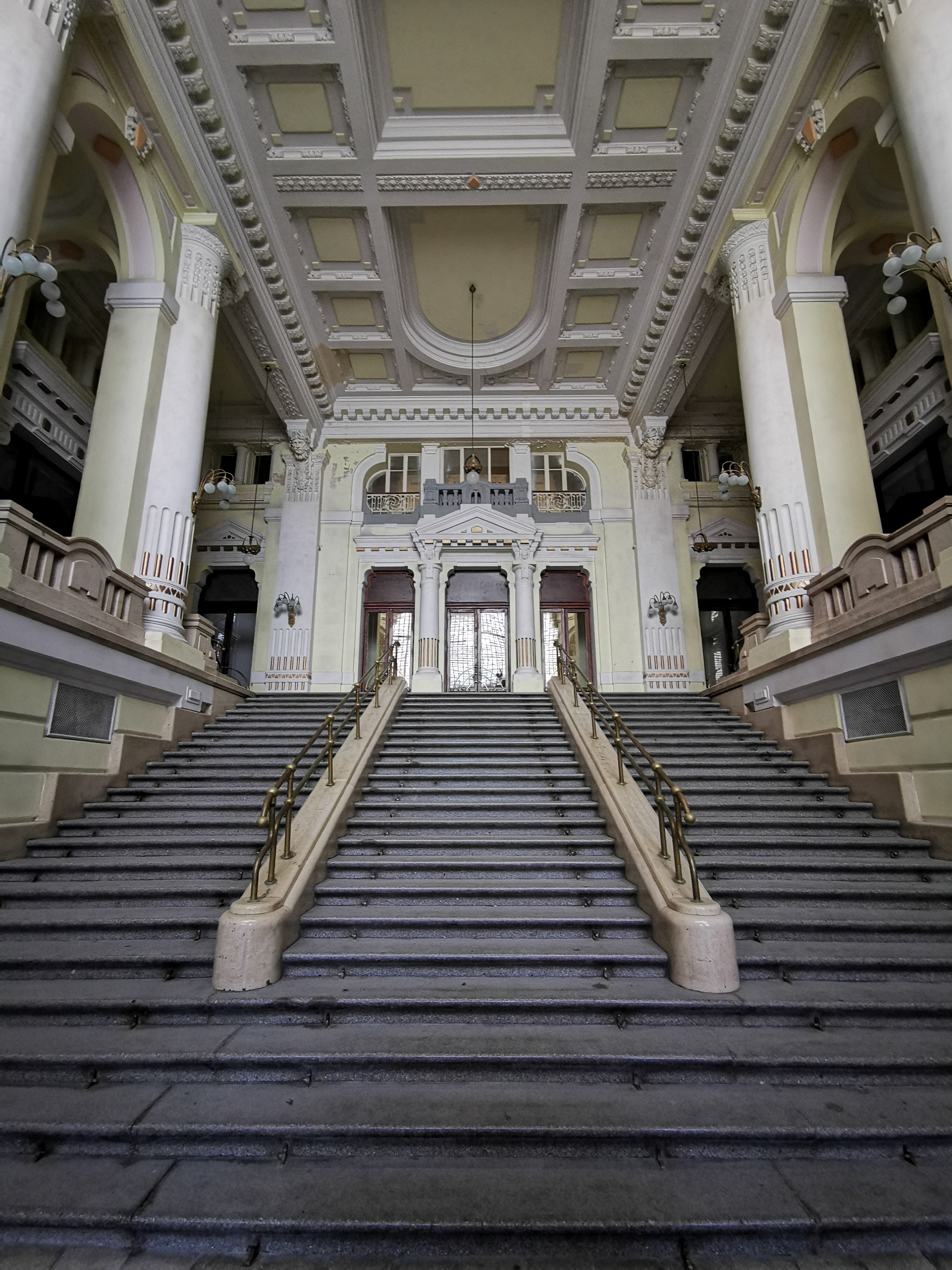
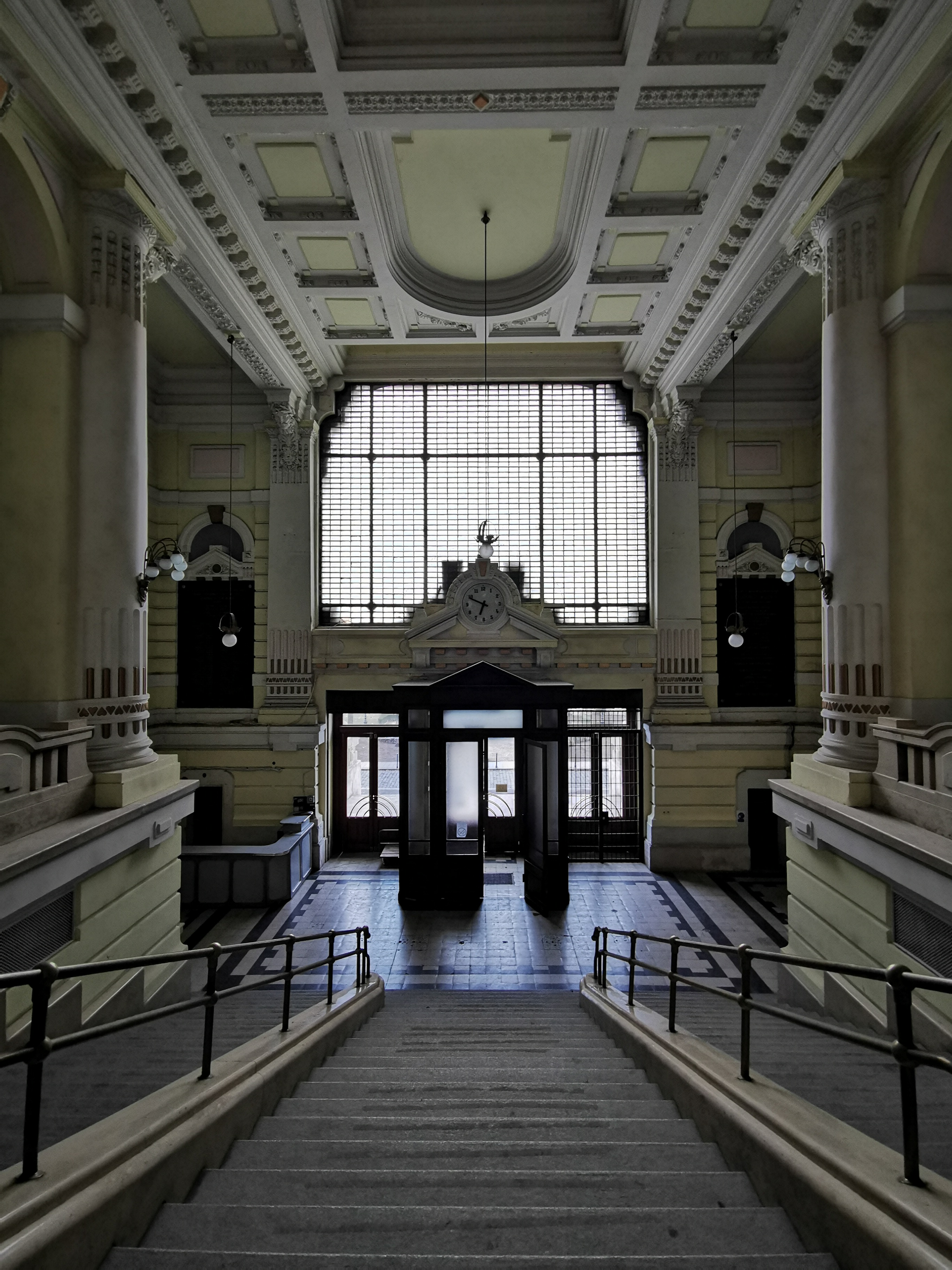
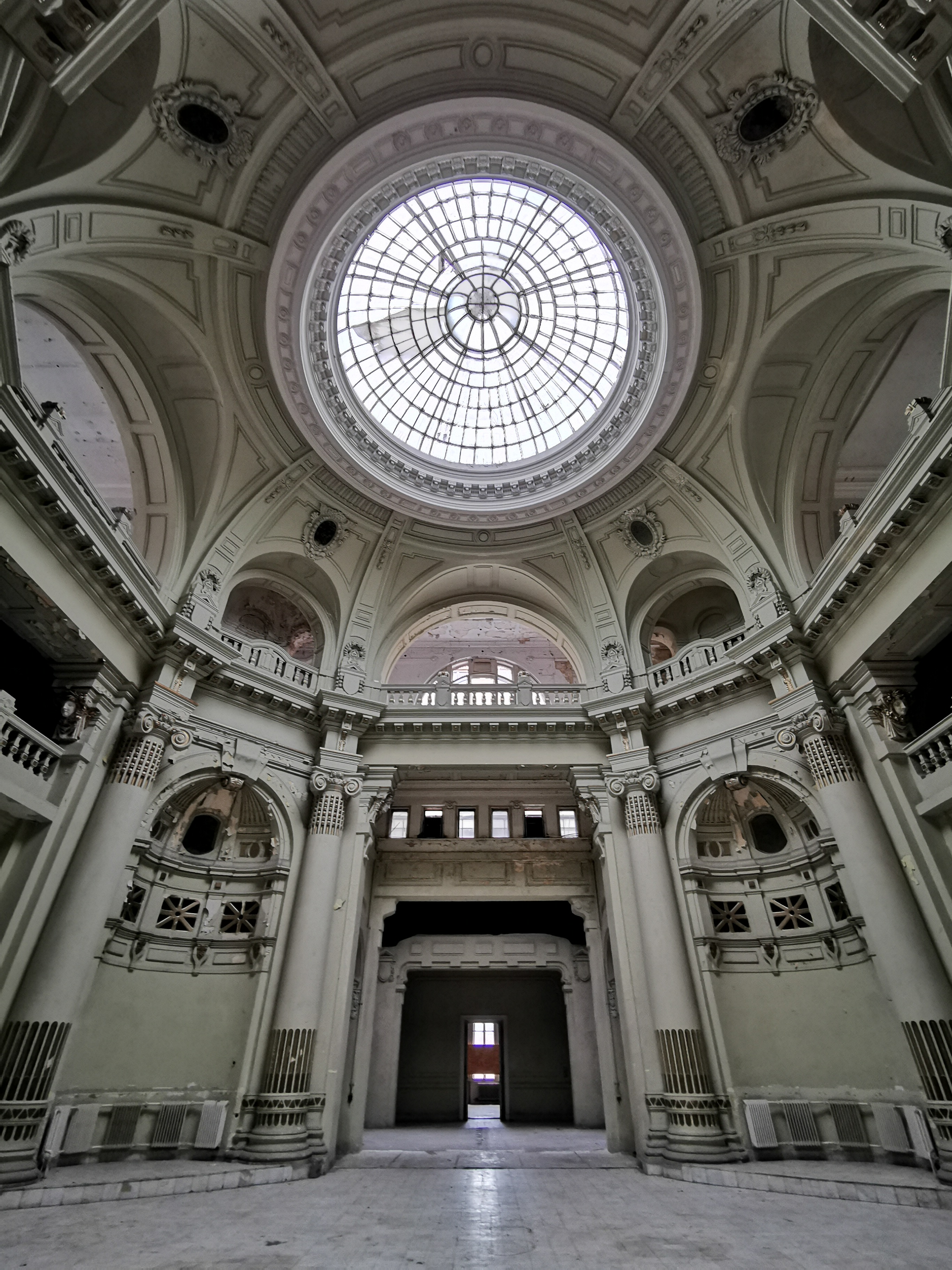
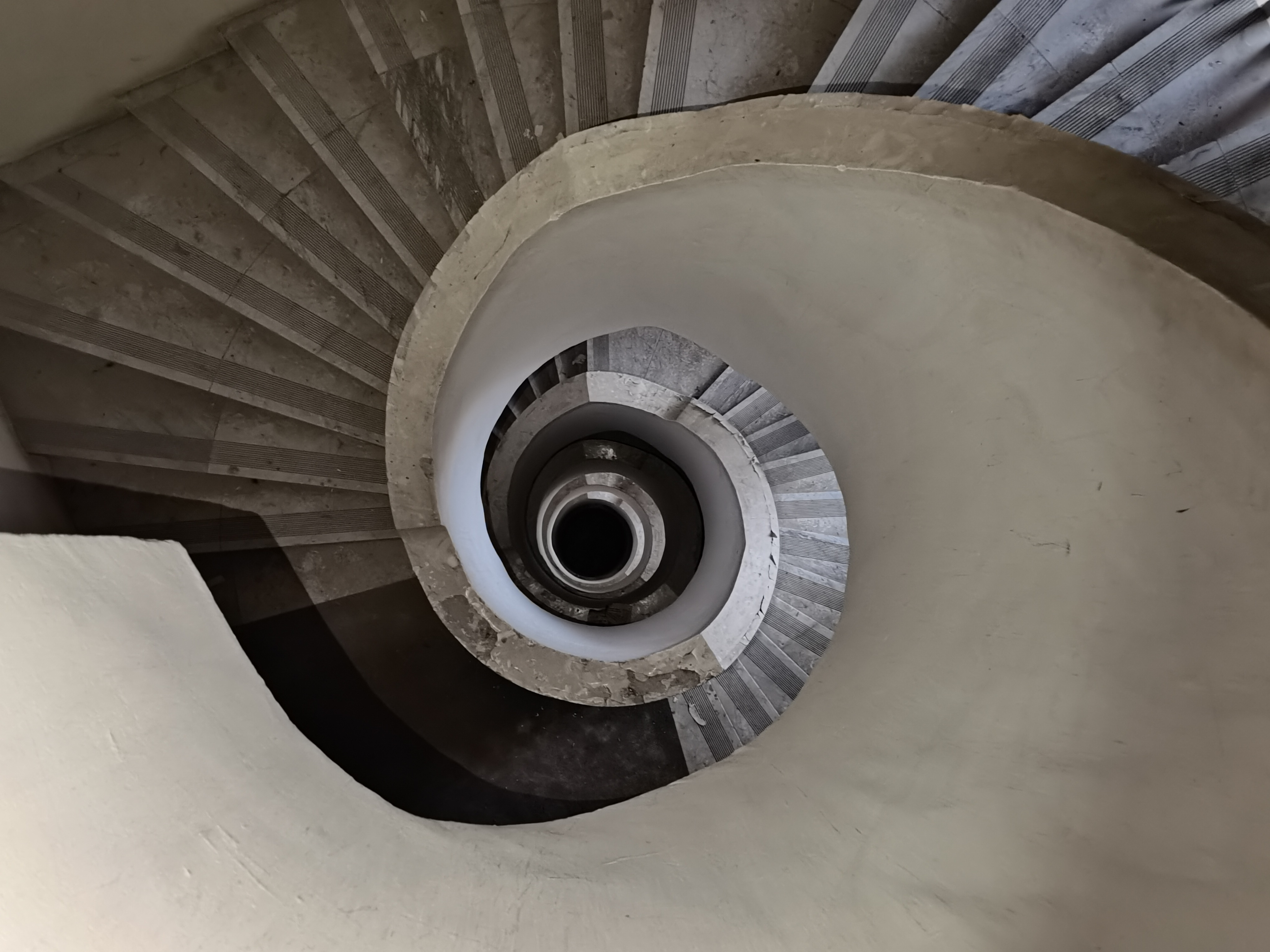
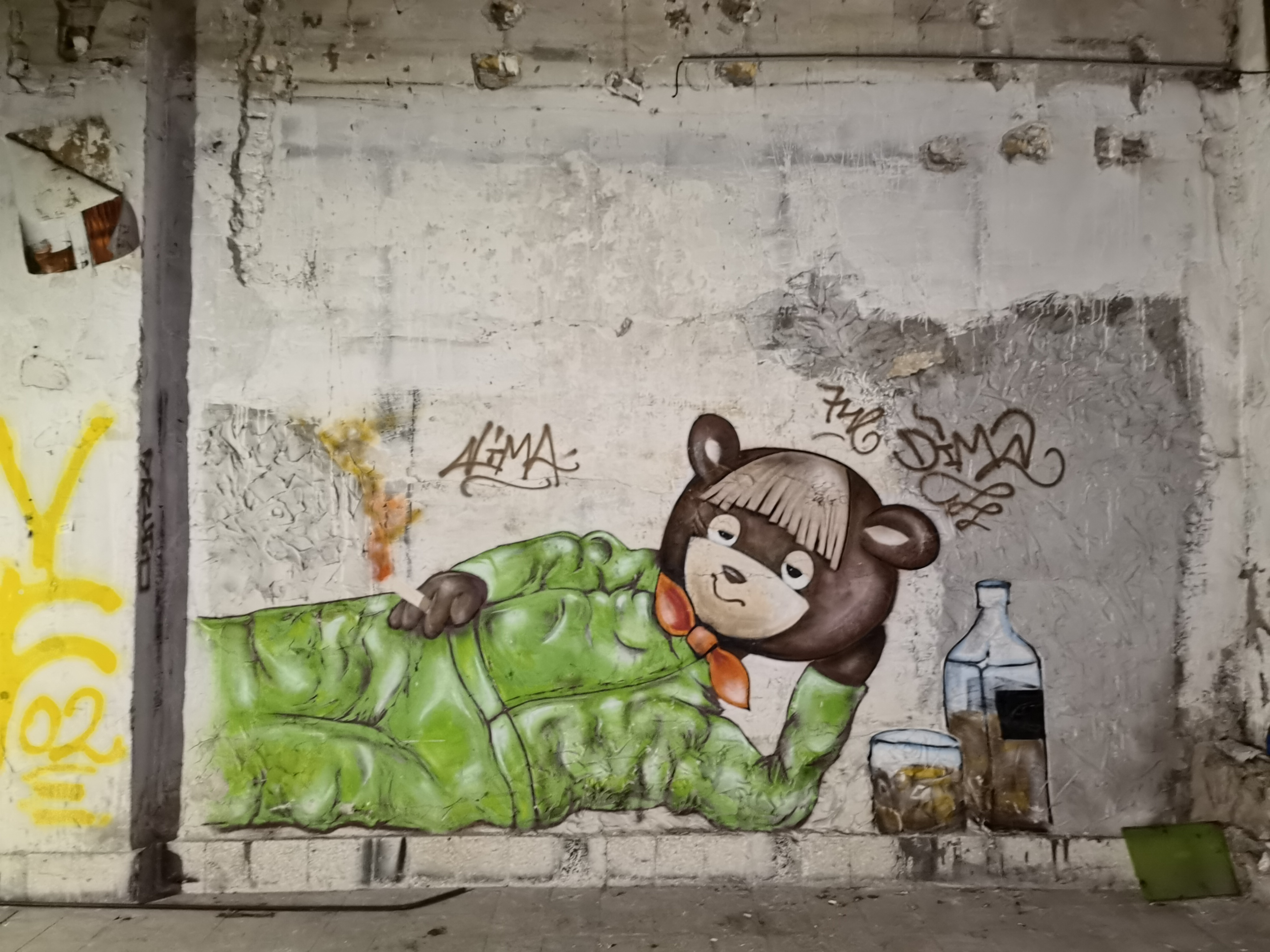